# Long Sơn, Cầu Ngang
Long Sơn là một xã cũ thuộc huyện Cầu Ngang, tỉnh Trà Vinh, Việt Nam.

## Địa lý
Xã Long Sơn có vị trí địa lý:
- Phía đông giáp xã Hiệp Mỹ Đông và xã Hiệp Mỹ Tây
- Phía tây giáp huyện Trà Cú và xã Nhị Trường
- Phía nam giáp xã Thạnh Hòa Sơn
- Phía bắc giáp xã Thuận Hòa.

Xã Long Sơn có diện tích 31,14 km², dân số năm 2019 là 11.411 người, mật độ dân số đạt 366 người/km².

## Hành chính
Xã Long Sơn được chia thành 9 ấp: Bào Mốt, Huyền Đức, La Bang, Long Hanh, Ô Răng, Sóc Giụp, Sóc Mới, Sơn Lang, Tân Lập.